# Фигейра-душ-Кавалейруш
Фигейра-душ-Кавалейруш (порт.  Figueira dos Cavaleiros) — фрегезия (район) в муниципалитете Феррейра-ду-Алентежу округа Бежа в Португалии. Территория — 163,78 км². Население — 1513 жителей. Плотность населения — 9,3 чел/км².